# Messe sèche
La messe sèche (du latin : missa sicca) était une forme commune de dévotion dans l'Église catholique romaine médiévale lorsqu'un mariage ou un enterrement était célébré après midi et qu'une messe normale ne pouvait être dite ; la messe sèche pouvait être dite aussi dans certaines circonstances particulières, comme lorsque le prêtre était absent ou empêché. Cet office consiste à dire les textes du propre de la messe, sans consécration des espèces ni communion.
La missa nautica dite en mer par gros temps ou la missa venatoria dite pour les chasseurs dans l'urgence sont des sortes de messes sèches. Pour les messes dites en mer, si l'une des espèces consacrées tombait à terre, le prêtre devait la ramasser sans la toucher des mains, d'où l'usage de la missa nautica par gros temps pour éviter cet inconvénient.
Dans certains monastères, chaque moine devait dire à part une messe sèche après l'office conventuel. Le cardinal Giovanni Bona critiqua vivement cette pratique. Après la réforme liturgique du pape Pie V, la pratique de la messe sèche disparut progressivement.